# اورالسیب
اورالسیب (روسی: ПАО «Банк Уралсиб») شرکت خدمات مالی و بانکداری روس است، که در سال ۱۹۹۳ تأسیس شد.
در نتیجه تثبیت کسب و کار بانکی در مراحل مختلف توسعه بیش از ده سازمان مالی روسی تحت یک نام تجاری واحد "اورالسیب" متحد شدند: بانک استرویوست (و بانک های منطقه ای).